# Kristen vänster
Kristen vänster är en beteckning för en politisk riktning som förenar vänsterideologi med kristen tro. Den så kallade befrielseteologin i Latinamerika är ett exempel på detta. Begreppet används både som självepitet och vid kritik av kristna socialdemokraters och socialisters värderingar.

## USA
Den kristna vänstern är mer tydligt definierad och har ofta en mer utpräglad roll i USA än i andra västländer, i vilka religion anses ha en mindre betydelsefull roll inom politiken. Begreppet kristen vänster (Christian Left) brukar användas för att hänvisa till kristna grupper eller individer som utmärker sig för att stödja den typ av liberala ideal som förespråkas av Demokratiska partiet.